# San Javier, San Juan del Río
San Javier är en ort i Mexiko.   Den ligger i kommunen San Juan del Río och delstaten Querétaro Arteaga, i den centrala delen av landet, 150 km nordväst om huvudstaden Mexico City. San Javier ligger 1 902 meter över havet och antalet invånare är 643.
Terrängen runt San Javier är huvudsakligen platt, men åt nordost är den kuperad. Runt San Javier är det ganska tätbefolkat, med 230 invånare per kvadratkilometer. Närmaste större samhälle är San Juan del Río, 10,1 km sydost om San Javier. Trakten runt San Javier består till största delen av jordbruksmark.